# Abuso de posición de poder

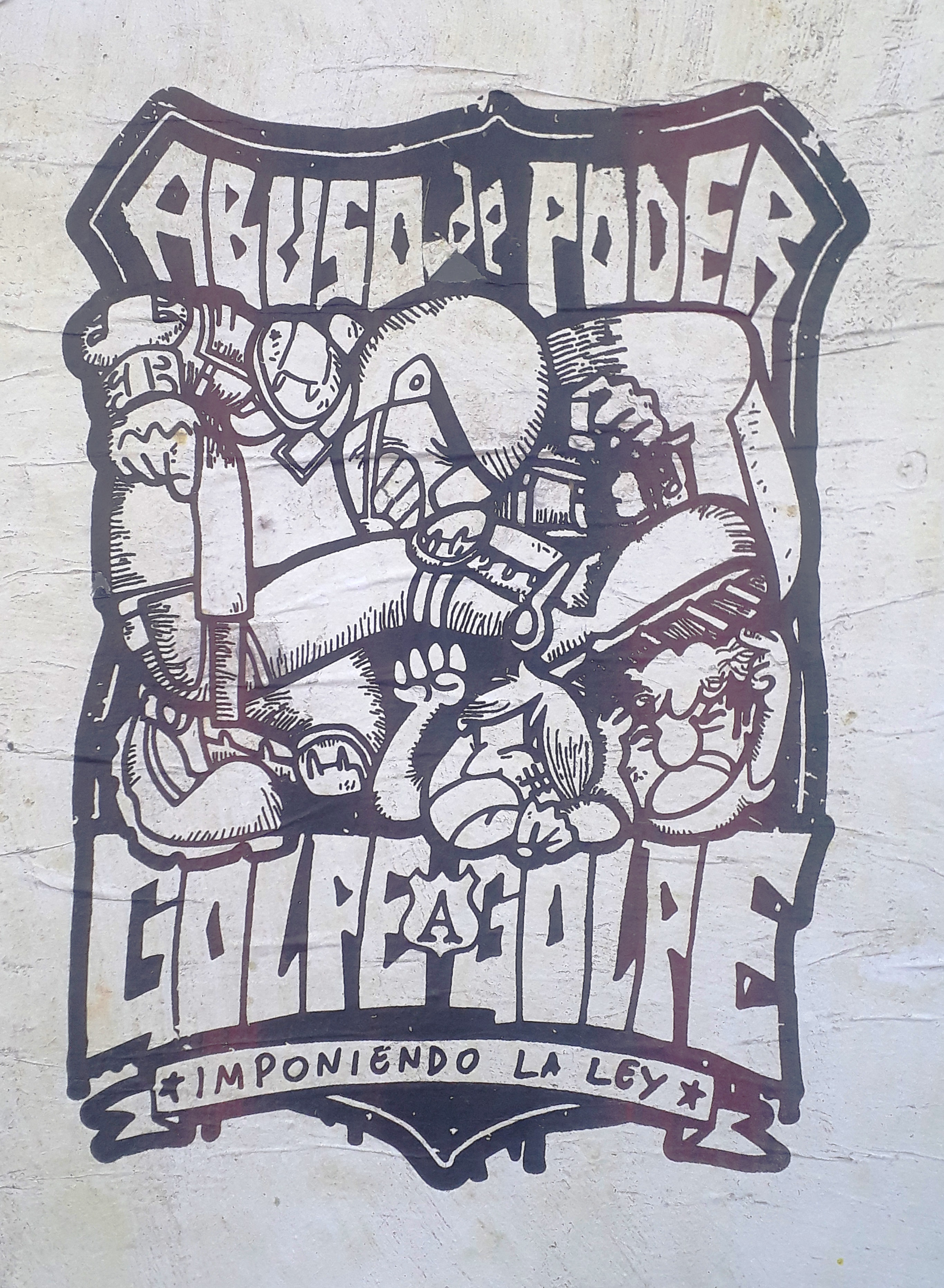
Afiches de manifestaciones en Santiago de Chile

El abuso de poder, en forma de "fechoría en el cargo" o "mala conducta oficial", es la Comisión de un acto ilícito, hecho en una capacidad oficial, que afecta el desempeño de los deberes oficiales. La mala conducta en la oficina es a menudo motivo de causa para la eliminación de un funcionario electo por estatuto o revocación de mandato . El abuso de poder también puede significar una persona que usa el poder que tiene para su propio beneficio personal.

## Abuso institucional
El abuso institucional es el mal trato de una persona (a menudo niños o adultos mayores) de un sistema de poder. Esto puede variar desde actos similares a los de abuso de niños en el hogar, como negligencia, abuso físico y sexual, hasta los efectos de programas de asistencia que trabajan por debajo de los estándares de servicio aceptables, o basándose en maneras ásperas o injustas de modificar comportamiento.

## Ejemplos

### Joe Arpaio
Artículo principal: Joe Arpaio
En febrero de 2010, el juez John Leonardo encontró que Arpaio "usó mal el poder de su oficina para dirigirse a los miembros de la Junta de Supervisores para investigaciones criminales".
En 2008, un gran jurado federal comenzó una investigación a Arpaio por el abuso de poder, en conexión con una investigación del FBI. El 31 de agosto de 2012, la oficina del abogado estadounidense de Arizona anunció que estaba "cerrando su investigación sobre las alegaciones de conducta criminal" por Arpaio, sin presentar cargos. 
Arpaio fue investigado por enjuiciamientos motivados políticamente , que un abogado anterior de los e.e.u.u. llamó "absolutamente inaceptable". El alcalde de Phoenix, Phil Gordon, ha descrito la "larga lista" de Arpaio de enjuiciamientos cuestionables como "un reino de terror".

### Oficiales de policía
Más información: Abuso legal § Abuso de la Ley, y Brutalidad policial
En los Estados dictatoriales, corruptos o débiles, los agentes de policía pueden llevar a cabo muchos actos delictivos para el régimen gobernante con impunidad. El racismo institucional se ha encontrado en las fuerzas policiales modernas.
Oficiales individuales, o a veces unidades enteras, pueden ser corruptos o llevar a cabo diversas formas de mala conducta policial; Esto ocurre ocasionalmente en muchas fuerzas, pero es particularmente problemático donde la paga de la policía es muy baja a menos que sea suplida por sobornos . La policía a veces actúa con brutalidad injustificada cuando reaccionan exageradamente ante situaciones de confrontación, para extraer una confesión de una persona de la que puede o no sospechar genuinamente de ser culpable, o en otras circunstancias. Las instancias de racismo ocurren, incluso cuando la policía en su conjunto no se encuentre racista.